# Dent de Brenleire
De Dent de Brenleire is een berg gelegen in de Berner Alpen in Zwitserland. Hij heeft een hoogte van 2353m.